# فوساتشيزيا
فوساتشيزيا (بالإيطالية: Fossacesia)‏ هي بلدية في مقاطعة كييتي في إقليم أبروتسو الإيطالي.

## السكان
في سنة 1861 بلغ عدد السكان 3٬204 نسمة، وتطور العدد ليصل في سنة 2011 لـ 6٬217 نسمة.
يظهر هذا المخطط البياني تطور النمو السكاني لـ فوساتشيزيا